# Tom Tugendhat

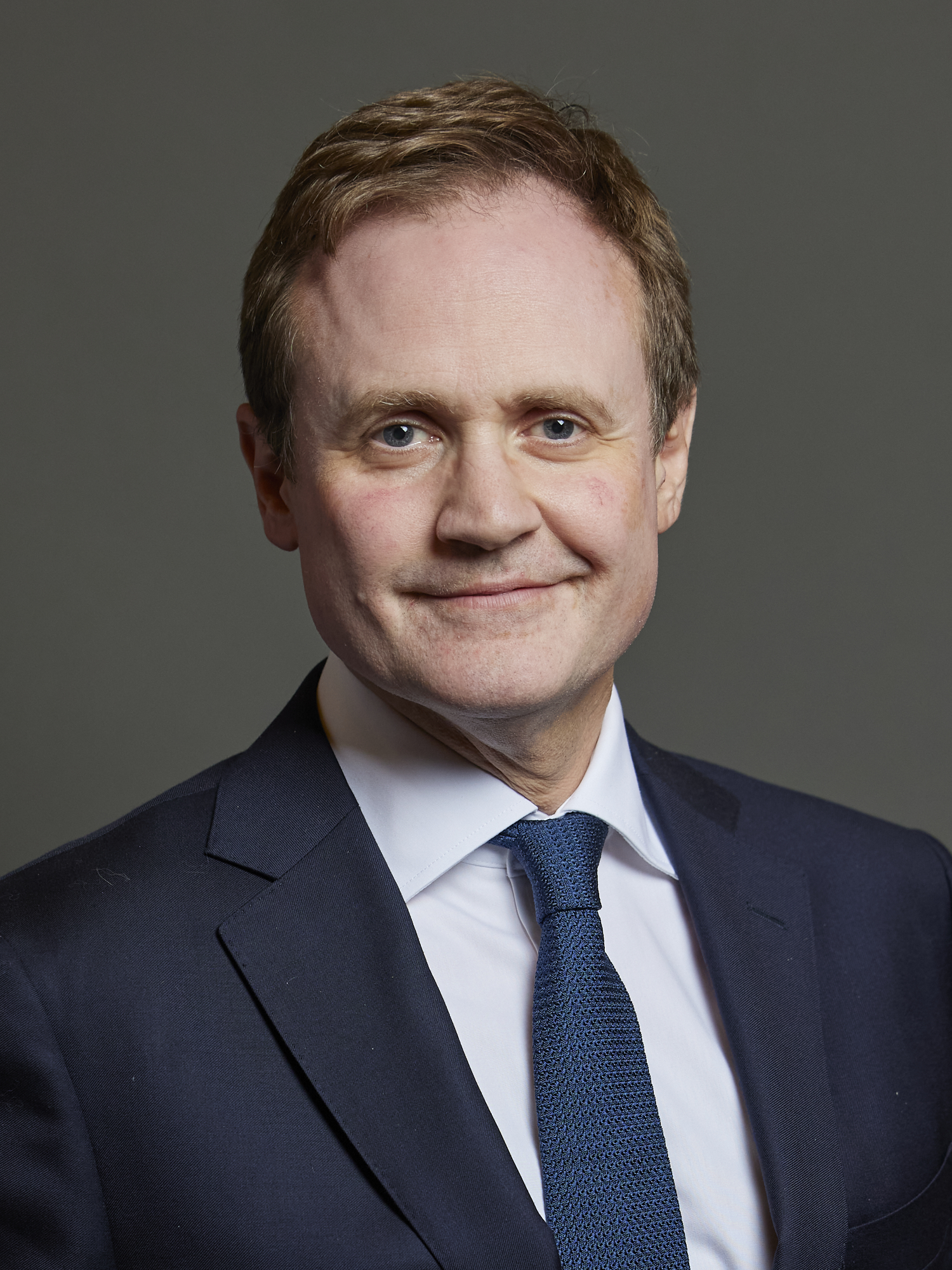
Tom Tugendhat (2024)

Thomas Georg John ‘Tom’ Tugendhat (Westminster, 27 juni 1973) is een Brits politicus voor de Conservatieve Partij. Hij is sinds 2015 lid van het Lagerhuis voor het kiesdistrict Tonbridge and Malling.
Voordat hij de politiek inging, werkte hij als journalist en als public relations consultant in het Midden-Oosten. Hij was daarnaast reserve-officier, en was tijdens de Irakoorlog en de oorlog in Afghanistan in actieve dienst. Hij  was van 2017 tot 2022 voorzitter van de vaste parlementaire commissie Buitenlandse Zaken.  Van september 2022 tot juli 2024 was hij staatssecretaris voor Veiligheidszaken in het kabinet-Truss en het kabinet-Sunak. 
Tugendhat stelde zich in 2022 en in 2024 zonder succes kandidaat voor de leiderschapsverkiezingen van de Conservatieve Partij. 

## Biografie
Tugendhat is de zoon van Michael Tugendhat, rechter bij het Hooggerechtshof van het Verenigd Koninkrijk; hij is een neef van Christopher Tugendhat, politicus van de Conservatieve Partij en voormalig Europees commissaris.  Tugendhat heeft een Franse moeder, en bezit zowel de Britse als de Franse nationaliteit.
Hij ging naar St Paul's School, een particuliere jongensschool in Londen, en studeerde theologie aan de Universiteit van Bristol. Vervolgens deed hij een masteropleiding Islamitische studies aan het Gonville and Caius College van de Universiteit van Cambridge, en studeerde Arabisch in Jemen.
Tugendhat werkte als journalist en als public relations consultant in het Midden-Oosten. In 2003 werd hij benoemd als tweede luitenant in het Territorial Army, de reservisten van het Britse leger. Hij was eerst verbonden aan de opleidingsafdeling maar werd al snel overgeplaatst naar de inlichtingendienst. Tugendhat was tijdens de Irakoorlog en de oorlog in Afghanistan in actieve dienst. Hij werkte voor het ministerie van buitenlandse zaken ook als burger in Afghanistan, waar hij betrokken was bij het opzetten van de Afghaanse Nationale Veiligheidsraad en het provinciaal bestuur in Helmand. Daarna was hij een van de militaire assistenten van de Chef van de Defensiestaf. In 2013 had hij in het Territorial Army de rang van luitenant-kolonel.

## Politieke loopbaan
Tugendhat werd bij de algemene verkiezingen van 2015 voor de Conservatieve Partij verkozen tot Lagerhuislid in het district Tonbridge and Malling. Hij was ten tijde van het referendum over het Britse lidmaatschap van de Europese Unie in juni 2016 tegen vertrek uit de Europese Unie. Hij stemde drie keer vóór het concept-terugtrekkingsakkoord dat de regering van Theresa May ter goedkeuring aan het Lagerhuis had voorgelegd.
Tugendhat staat bekend als pro-Israël en veroordeelde in 2017 de kritiek van de Veiligheidsraad van de Verenigde Naties op de bouw van nederzettingen door Israël in de bezette Palestijnse gebieden.
In 2017 werd Tugendhat voorzitter van de vaste Lagerhuiscommissie voor Buitenlandse Zaken. Onder zijn voorzitterschap hield de commissie zich onder andere bezig met de prioriteiten van het Britse buitenlandse beleid na Brexit. Andere belangrijke onderwerpen waren de gevolgen van de groeiende internationale rol van China, de relatie met India en De verantwoordelijkheid om te beschermen. In 2018 publiceerde de Commissie Buitenlandse Zaken een rapport over Russische corruptie en het Verenigd Koninkrijk, waarin de Britse regering werd opgeroepen om "sterker politiek leiderschap te tonen bij het beëindigen van witwaspraktijken in het Verenigd Koninkrijk".
Tugendhat heeft gezegd dat hij tijdens de campagne voor de algemene verkiezingen van 2019 voor het eerst geconfronteerd werd met antisemitisme. Zijn familie is van Joodse origine; zelf is Tugendhat rooms-katholiek.
Hij beschreef de val van Kabul in augustus 2021 in The Times als de "grootste ramp op het gebied van buitenlands beleid van Groot-Brittannië sinds Suez". Hij kreeg in het Lagerhuis applaus toen hij over dit onderwerp een toespraak hield waarin hij ook uit zijn eigen ervaringen als soldaat in Afghanistan putte.
Tugendhat wordt gezien als kritisch over de internationale rol van China. Hij richtte in 2020 de China Research Group op, een groep parlementariërs die streeft naar beter inzicht in China’s wereldwijde economische en politieke ambities. Tugendhat is een van vijf Britse parlementsleden die door de Chinese regering een inreisverbod voor China, Hongkong en Macau is opgelegd wegens het verspreiden van "leugens en desinformatie".
Nadat premier Boris Johnson op 5 juli 2022 zijn aftreden had aangekondigd, stelde Tugendhat zich kandidaat voor de leiderschapsverkiezingen van de Conservatieve Partij. Hij werd in de derde ronde van de verkiezingen uitgeschakeld.
In september 2022 benoemde premier Liz Truss hem in de regering als staatssecretaris voor Veiligheid. Hij hield deze post toen Truss een maand later als premier werd opgevolgd door Rishi Sunak. Sinds het aantreden van het Labour Kabinet-Starmer op 5 juli 2024 is Tugendhat lid van het Conservatieve schaduwkabinet. Tugendhat stelde zich kandidaat om Sunak op te volgen als partijleider maar werd in de derde ronde van de leiderschapsverkiezingen uitgeschakeld.
Tugendhat koos ervoor geen zitting te nemen in het schaduwkabinet van de winnaar van de leiderschapsverkiezing, Kemi Badenoch.

## Externe bronnen
- Website Tom Tugendhat
- Profiel Tom Tugendhat op website House of Commons